# 勒沃纳
勒沃纳（法語：Revonnas，法語發音：[ʁəvɔna]）是法国东部安省的一个市镇，属于布雷斯地区布尔格区。

## 地理
勒沃纳（46°9'44"N, 5°19'49"E）面积7.75 平方千米，位于法国奥弗涅-罗讷-阿尔卑斯大区安省，该省份为法国东部省份，北起汝拉省，西北接索恩-卢瓦尔省，西接罗讷省和里昂大都会，南至伊泽尔省，东与萨瓦省、上萨瓦省和瑞士接壤。
与勒沃纳接壤的市镇（或旧市镇、城区）包括：塞泽里亚、茹尔南、博阿-梅里亚-里尼亚、蒙塔尼亚、拉马斯、托西亚。

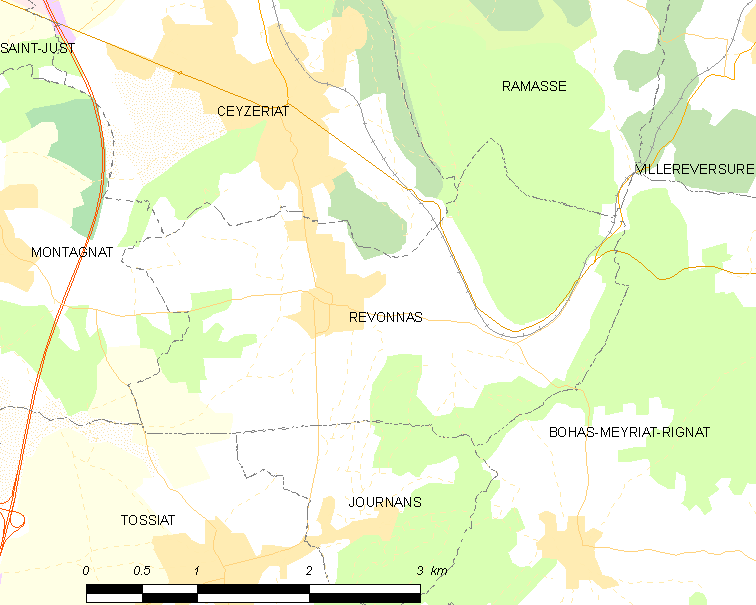
勒沃纳的OSM定位图

勒沃纳的时区为UTC+01:00、UTC+02:00（夏令时）。

## 行政
勒沃纳的邮政编码为01250，INSEE市镇编码为01321。

## 政治
勒沃纳所属的省级选区为塞泽里亚县。

## 人口

1962-2008年间勒沃纳人口变化图示

勒沃纳于2022年1月1日时的人口数量为905人。